# First Glance
First Glance è il settimo album in studio del gruppo rock canadese April Wine, pubblicato nel 1978.

## Tracce
Edizione UK/USA
Tutte le tracce sono di Myles Goodwyn eccetto dove indicato.
1. Get Ready for Love – 4:25
2. Hot on the Wheels of Love (Goodwyn, Steve Lang) – 3:14
3. Rock n' Roll Is a Vicious Game – 3:10
4. Right Down to It (Brian Greenway) – 3:03
5. Roller – 4:19
6. Comin' Right Down on Top of Me – 4:10
7. I'm Alive – 2:55
8. Let Yourself Go – 2:56
9. Silver Dollar – 5:14

## Formazione
- Myles Goodwyn – voce, cori, chitarra, tastiere
- Steve Lang – basso, cori
- Brian Greenway – voce, cori, chitarra, slide guitar, armonica
- Jerry Mercer – batteria, percussioni
- Gary Moffet – chitarra, slide guitar